# 金牛座108
金牛座108，又名BD+22 864，HD 34053、SAO 77057、HR 1711，是金牛座的一颗恒星，视星等为6.27，位于銀經181.88，銀緯-9.32，其B1900.0坐标为赤經5h 9m 26.9s，赤緯+22° -9.32′ 13″。